# Édouard Secretan

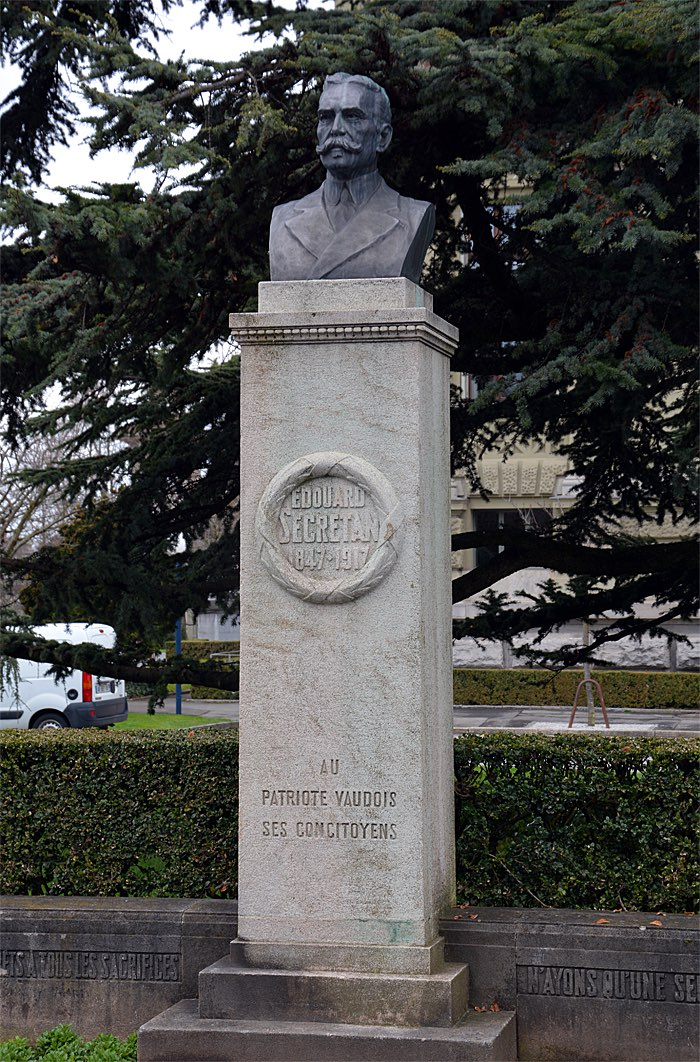
Denkmal von Édouard Secretan in Lausanne

Édouard Secretan (* 4. September 1848 in Den Haag; † 12. Oktober 1917 in Lausanne, heimatberechtigt in Lausanne) war ein Schweizer Politiker und Redaktor.

## Biografie
Secretan schloss im Jahre 1870 das Lizenziat der Rechte an der Universität Lausanne ab und erlangte 1876 das Anwaltspatent. Er arbeitete von 1871 bis 1874 als Sekretär beim Eidgenössischen Politischen Departement und war in Bern als Korrespondent für die Gazette de Lausanne tätig. Er war dort von 1874 bis 1917 als Chefredaktor tätig. Secretan führte die Zeitung zu einer der wichtigsten Zeitungen in der Schweizer Medienlandschaft, sie galt als führende Zeitung der liberalen Opposition gegen die radikale Regierung. Im Jahre 1900 gehörte Édouard Secretan zu den Gründungsmitgliedern des Vereins der Schweizer Presse. Von 1906 bis 1918 war er Mitglied des Verwaltungsrates der Schweizerischen Depeschenagentur.
1886 wurde Secretan in den Gemeinderat der Stadt Lausanne gewählt, war von 1884 bis 1885 im Verfassungsrat und hatte ab 1893 Einsitz im Grossen Rat des Kantons Waadt. Im Jahre 1901 trat er von den bisherigen Ämtern zurück, da er 1899 für seinen Kanton in den Nationalrat gewählt wurde. Er verblieb dort bis zu seinem Tod. Er engagierte sich für den Schweizer Heimatschutz, das Proporzwahlverfahren, den Rückkauf der Eisenbahnen durch den Bund und für die Gotthardkonvention. Rund um die Zeit des Ersten Weltkriegs, als der Röstigraben immer grösser wurde, setzte sich Secretan besonders stark für die französischsprachige Schweiz ein. Besonders in der Obersten-Affäre war er eine Schlüsselfigur.
In der Schweizer Armee hatte er den Grad eines Oberstdivisionärs.